# 芒特希伯倫 (加利福尼亞州)
芒特希伯倫（英語：Mount Hebron）是位於美國加利福尼亞州錫斯基尤縣的一個人口普查指定地區。

## 地理
芒特希伯倫的座標為41°47′11″N 122°00′18″W / 41.78639°N 122.00500°W，而該地最高點為海拔高度1289米（即4262英尺）。

## 人口
根據2010年美國人口普查的數據，芒特希伯倫的面積為1.847平方千米，當中陸地面積為1.847平方千米，而水域面積為0.000平方千米。當地共有人口95人，而人口密度為每平方千米51人。